# Niilo Teeri
Niilo Heikki Teeri (till 1954 Heinonen), född 23 maj 1924 i Esbo, död 6 september 2007 i Helsingfors, var en finländsk ingenjör. 
Teeri blev diplomingenjör 1950, var huvudplanerare och teknisk direktör vid Oy Hissinhuolto Ab 1951–1957 och därefter teknisk direktör på olika företag, bland annat Moottorikoneistus Oy (1958–1960) och Kastor Oy (1961–1988). Han var professor i maskinplanering vid tekniska högskolan i Villmanstrand 1972–1980 samt rektor för högskolan 1975–1977. Han har varit styrelsemedlem i flera företag inom den tekniska branschen. Han innehade drygt 30 inhemska och utländska patent.